# Майстер і Маргарита (балет)
«Майстер і Маргарита» — балет-фантасмагорія на 2 дії. За мотивами однойменного роману Михайла Булгакова. Музична композиція та хореографія Давида Авдиша.

## Прем'єра
Прем'єра в Національному академічному театрі опери та балету України імені Тараса Шевченка відбулася 30 травня 2007 року. Це друга версія постановки балету. Перша постановка відбулася у 2001 році в Пермському академічному театрі опери та балету ім. П. І. Чайковського, де Давид Авдиш працював головним балетмейстером. Балетмейстер Давид Авдиш у Києві створив абсолютно нову концепцію постановки. Хоча тема одна, але це два різних балети з різним фіналом. У Києві більша густина хореографічної думки, мови, активізовано хореографічний матеріал для солістів, кордебалету. У виставі динамічно взаємодіють головні дійові особи та кордебалет.
Вистава Давида Авдиша — це не інтерпретація сюжету роману «Майстер й Маргарита», а спроба передати пластичною мовою балетного театру сутність булгаківського тексту як філософську притчу.

## Постановний склад
- Диригент-постановник — народний артист України Аллін Власенко
- Балетмейстер-постановник — Давид Авдиш (Росія)
- Художник-постановник — Семен Пастух [Архівовано 23 квітня 2021 у Wayback Machine.] (США)
- Художник костюмів — Галина Соловйова [Архівовано 22 січня 2021 у Wayback Machine.] (США)
- Художник — Наталія Кучеря [Архівовано 5 серпня 2020 у Wayback Machine.]
- Диригент — народний артист України Олексій Баклан
- Музичне аранжування — Юрій Крилов [Архівовано 8 лютого 2021 у Wayback Machine.][7] (Росія)

## Виконавці
- Майстер — Олександр Шаповал, Ярослав Ткачук;
- Маргарита — Катерина Кухар, Олена Філіп'єва, Ольга Голиця, Ольга Кіф'як-фон-Краймер, Тетяна Льозова, Катерина Діденко;
- Воланд — Олександр Стоянов, Ян Ваня, Віталій Нетруненко, Станіслав Ольшанський, Дмитро Чеботар;
- Пілат — Олександр Шаповал, Володимир Кутузов;
- Ієшуа — Сергій Клячін, Костянтин Пожарницький;
- Юда — Максим Білокриницький, Михайло Дробот;
- Коров'єв — Микита Сухоруков, Роман Завгородній, Михайло Загреба;
- Бегемот — Андрій Гавришків, Андрій Глава, Микита Соколов;
- Берліоз — Руслан Авраменко, Сергій Кривоконь;
- Фавн — Максим Бернадцький, Артем Кадурін;
- Ніза, Гела — Олена Філіп'єва, Тетяна Андрєєва, Райса Бетанкоурт, Ксенія Іваненко, Марія Лавроненко, Ксенія Новікова,
- Бездомний — Микита Година, Марат Рагімов, Владислав Ромащенко[8][9].

## Сценарний план вистави «Майстер і Маргарита»
Дія перша
Рукописи не горять (Монолог Майстра). Будівництво (Москва будується). Бездомний (Мрії). Берліоз і Бездомний. Поява Воланда. Воланд і компанія. Воланд і Берліоз. Таємна вечеря. Ієшуа й Пілат. Бичування. Патріарші ставки. Знущання Коров'єва й Бегемота над Берліозом. Погоня за Коров'євим і Бегемотом. Смерть Берліоза. Облава. Бездомний. Божевільня. Розповідь Майстра про Пілата. Розп'яття. Юда. Низу і спокушення Юди. Смерть Юди. Спогад про першу зустріч Майстра й Маргарити. Розповідь Майстра Маргариті про свій роман. Обшук. Знищення рукописів. Самітність Марго. Місто привидів, пошук Майстра. Молитва.
Дія друга
Похорони Берліоза. Майстер (Спогади про Маргариту). Монолог Марго. Поява Воланда й компанії. Спокуса. Відьма. Політ. Чарівне озеро. Марго й сатири. Воланд і Марго. Бал. Некликані гості. Блазнівська смерть Бегемота. Розправа над НКВД. Урочисте свято Воланда й К. Дует Майстра й Марго, їхня смерть. Велич Воланда. Епілог (Душі).

## Перелік музичних творів, що використані у балеті «Майстер і Маргарита»
Дія перша
Й. С. Бах. «Aria». Д. Шостакович. Симфонія 4, частина І. Зваблення Юди «Dead can dance». Д. Шостакович. Симфонія 8, частина II та початок IV.
Дія друга
Д. Шостакович. Симфонія 4, частина III. Ж. Оффенбах. «Кан-кан». Д. Шостакович. Симфонія I, частина V. Г. Берліоз. Фантастична симфонія 5. Й. Штраус «На прекрасному голубому Дунаї» (аранжування з кінофільму «Каннібал»). Г. Малер. Симфонія 5 «Adajio». Д. Шостакович. Симфонія 4, частина IV).

## Преса про балет
- Василь Туркевич. «Майстер і Маргарита»: хореографічна інтерпретація роману Михайла Булгакова[12].
- Василь Туркевич. «Майстер і Маргарита» мовою балету[13].
- Лариса Тарасенко. Непрості істини[14].
- «Реальна фантастика»: Катерина Кухар справила фурор в мережі пластичним фото.[15]
- Федір Млинченко. Пасемо задніх попереду всіх[16].

## Балети «Майстер і Маргарита» в інших постановках
- «Новий балет» (Санкт-Петербурзький державний академічний театр балету Бориса Ейфмана), «Майстер і Маргарита», композитор Андрій Петров, сценарист та балетмейстер Б. Эйфман, художник Т. Мурванидзе. Прем'єра — 27 лютого 1987 року[17].
- Пермський академічний театр опери та балету ім. П. І. Чайковського, «Майстер і Маргарита», Музична композиція та хореографія Давида Авдиша. Прем'єра — 25 травня 2003 року[18].
- Марійський державний академічний театр опери та балету ім. Еріка Сапаєва, «Майстер і Маргарита» — хореографічна фантазія на 2 дії, музика Едуарда Лазарева, лібрето Май-Естер Мурдмаа за мотивами однойменного роману М. Булгакова, балетмейстер-постановник Май-Естер Мурдмаа (Естонія). Прем'єра — 4 липня 2013 року[19].
- Краснодарське творче об'єднання «Прем'єра» ім. Л. Г. Гатова. «Майстер і Маргарита» — балет-фантасмагорія на 2 дії, музика Альфреда Шнітке, Дмитра Шостаковича, Дмитра Покрасса, Данила Покрасса та закордонних композиторів, балетмейстер-постановник, автор лібрето та музичної композиції — Олександр Мацко. Прем'єра — 18 червня 2016 року[20].
- Великий театр, «Майстер і Маргарита» — балет на 2 дії, музика Альфреда Шнітке, Дмитра Шостаковича, лібрето і хореографія Едварда Клюга. Прем'єра — 21 травня 2020 року[21].

## Корисні посилання
Вистава «Майстер і Маргарита» (Національна опера України, 2013) на YouTube 